# 海老野心
海老野 心（えびの こころ、2002年6月29日 - ）は神奈川県出身の女性モデル、タレント。所属事務所はプラチナムプロダクション。ガールズユニット「Five emotion」の元メンバー。

## 概要
2019年、恋する♥週末ホームステイに出演し、芸能界デビュー。
2020年12月、恋する♥週末ホームステイ、今日、好きになりました。の出演経験者5名から結成されたガールズユニット、Five emotionのメンバーとなることを発表。
2022年9月1日にFive emotionを卒業することを発表し、同月22日をもって卒業。

## 出演

### テレビ番組
- 恋する♥週末ホームステイ（2019年4月16日 - 7月2日、ABEMA）
- ワイドナショー （フジテレビ）※不定期 ワイドナティーン
- 超無敵クラス（2020年11月15日・2021年3月26日・4月10日 - 2023年3月26日 ）レギュラー ※不出演もあり
- 高校講座 家庭総合（2020年度、Eテレ）
- 界隈騒然!?ヨモヤマニュースSHOW!（2023年3月30日、ABEMA）[3]

### テレビドラマ
- M 愛すべき人がいて（2020年4月18日）
- ガンダムビルドリアル（2021年 - 、YouTube）林田マナ役

### 映画
- 真・事故物件/本当に怖い住民たち（2022年2月18日）主演
- 真・事故物件パート2／全滅（2022年12月23日）